# Morbegno

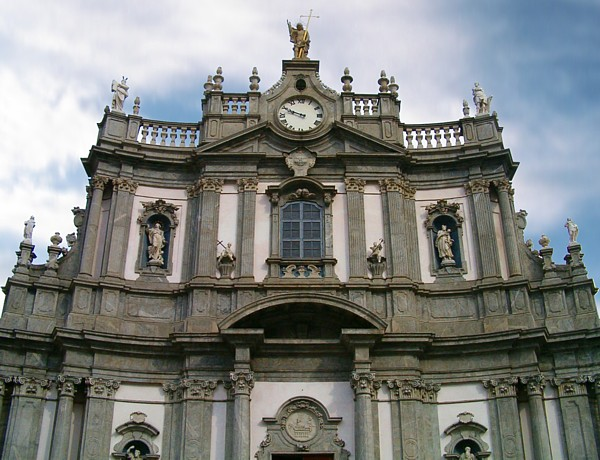

Morbegno é uma comuna italiana da região da Lombardia, província de Sondrio, com cerca de 11.082 habitantes. Estende-se por uma área de 15 km², tendo uma densidade populacional de 739 hab/km². Faz fronteira com Albaredo per San Marco, Bema, Civo, Cosio Valtellino, Dazio, Talamona, Traona.

## Demografia
| Variação demográfica do município entre 1861 e 2011                               |
|                                                                                   |
| Fonte: Istituto Nazionale di Statistica (ISTAT) - Elaboração gráfica da Wikipedia |